# Nový židovský hřbitov na Olšanech
Nový židovský hřbitov na Olšanech, známý též jako Nový židovský hřbitov, tvoří samostatnou část komplexu Olšanských hřbitovů v Praze na Žižkově. Na západě jej ohraničuje ulice Jana Želivského, na jihu ulice Izraelská (novodobý název, původně úsek ulice Nad vodovodem), na severu areál bývalého nákladového nádraží Žižkov. Zaujímá plochu 101 430 m2. Svou rozlohou a počtem náhrobků je největším židovským hřbitovem v Česku. Od roku 1964 je chráněn jako kulturní památka.
Od svého založení až dodnes slouží jako hlavní pražský židovský hřbitov.

## Historie
Hřbitov byl založen v roce 1889 na ploše 74 037 m2 a slavnostně otevřen 6. července 1890. Stalo se tak poté, co byl uzavřen starý židovský hřbitov na Žižkově. První pohřeb se zde však konal již o dva dny dříve, 4. července.
Ačkoli byl projektován na 100 000 hrobů, tedy asi na 100 let, musel být již ve 20. letech rozšířen, načež se v roce 1933 rozrostl o nový urnový hřbitov s vlastní obřadní síní.

## Obřadní síně

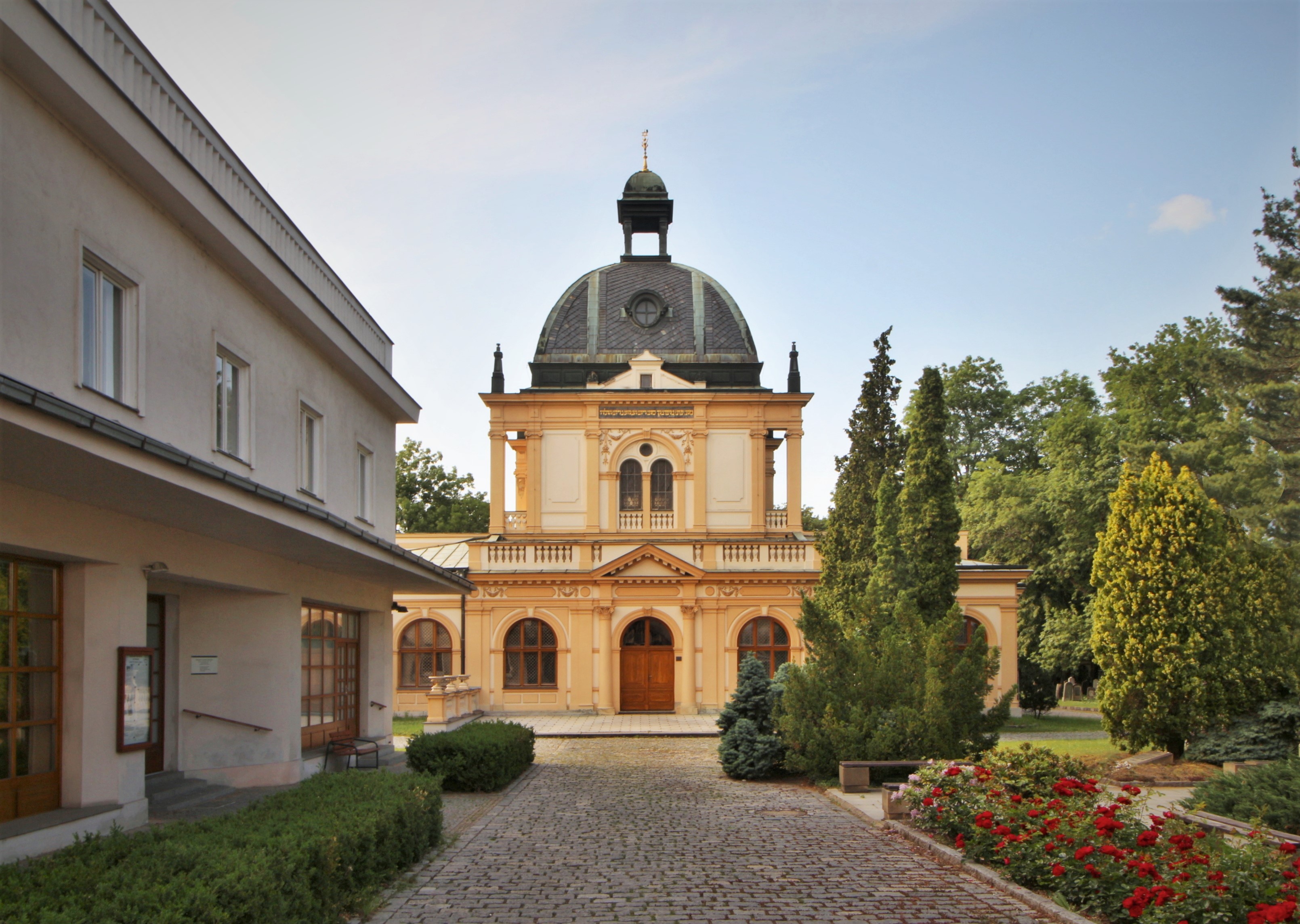
Novorenesanční obřadní síň

Na hřbitově se nacházejí dvě obřadní síně. Původní novorenesanční síň, jež stojí na nejvyšším místě hřbitova při hlavním vstupu do areálu, navrhli architekti Bedřich Münzberger a Alfons Wertmiler a byla postavena v letech 1891–1893. Za ní se nachází takzvaný dům očisty bejt tahara a márnice v klasicistním stylu, jež sloužily potřebám pohřebního bratrstva.
Druhá obřadní síň se nalézá v nové, východní části hřbitova. Pochází z roku 1933 a ve funkcionalistickém stylu ji navrhl architekt Leopold Ehrmann.

## Náhrobky

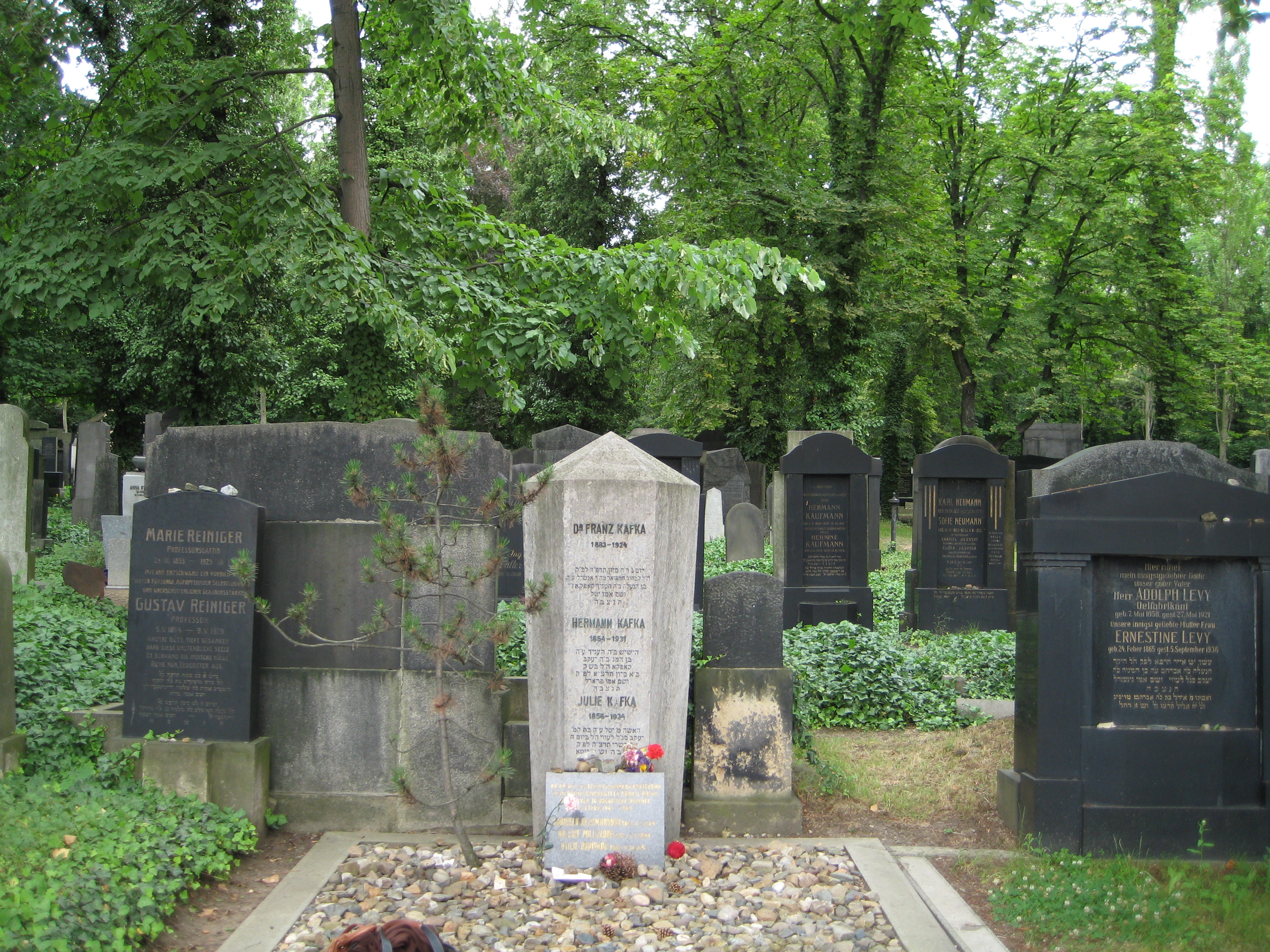
Hrob Franze Kafky

V areálu hřbitova se dochovalo asi 25 000 náhrobků. Nacházejí se tu památníky a symbolické hroby obětí holokaustu. Místo posledního odpočinku zde našla řada významných osobností politiky, kultury i průmyslu, například příslušníci rodiny Petschků, Waldesů a rodiny Bondy, spisovatelé Franz Kafka, Jiří Orten, Ota Pavel, František R. Kraus, Arnošt Lustig, Lenka Reinerová, malíři Jiří Kars, Max Horb, zpěvák Ladislav Blum, rabín Gustav Sicher a mnoho dalších.
Mezi zdejšími náhrobními kameny je celá řada umělecky cenných náhrobků navržených předními architekty, jako byli Antonín Balšánek, Josef Fanta, Otto a Karl Kohnové, Jan Kotěra, Fritz Lehmann, Max Spielmann, Jan Štursa, Josef Zasche a další.
V roce 2001 byla ve volném prostoru nové části hřbitova odhalena symbolická tumba, do níž byly uloženy ostatky exhumované na místě nejstaršího pražského židovského hřbitova, v prostoru takzvané Židovské zahrady.

## Osobnosti pohřbené na Novém hřbitově

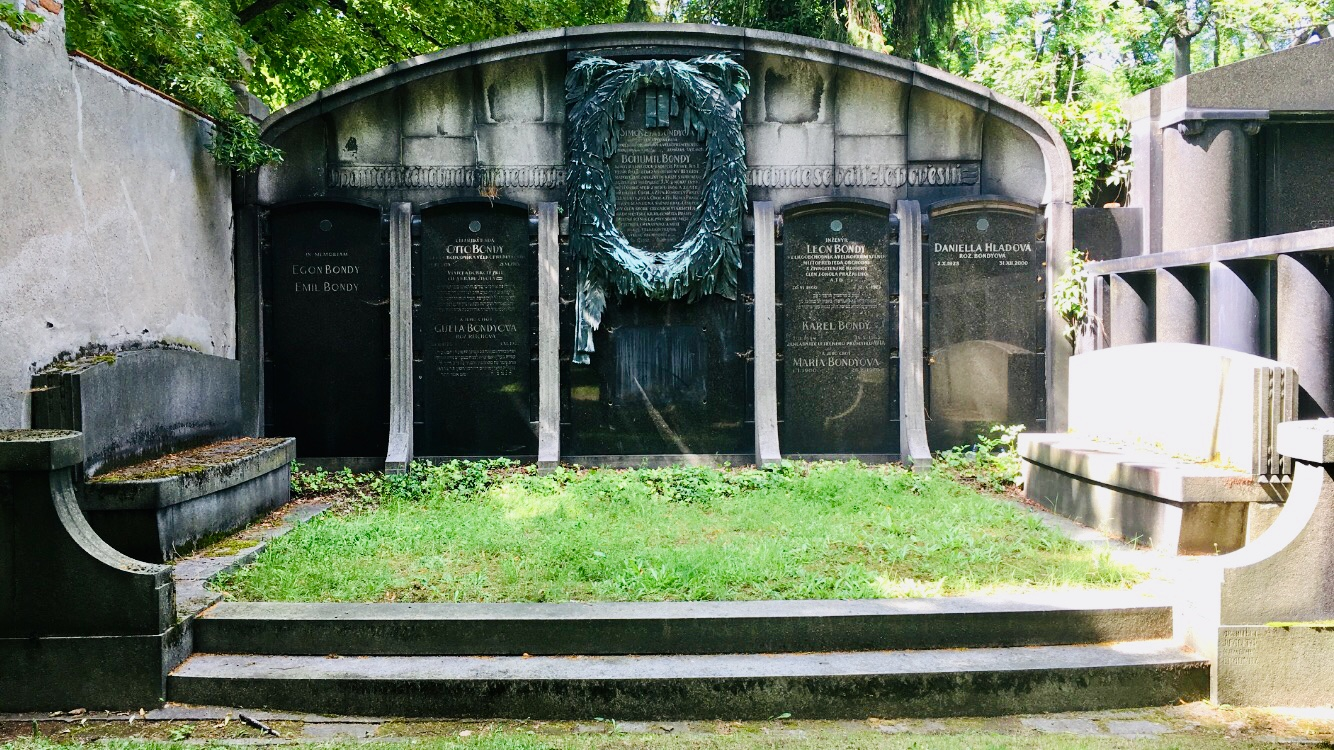
Rodinná hrobka Bondyů na Novém židovském hřbitově v Praze (autor Josef Fanta, kolem 1900)

Abecedně řazený seznam některých osobností pohřbených na Novém židovském hřbitově:

### A
- Paul Adler (1878–1946), pražský německy píšící spisovatel a překladatel

### B
- Oskar Baum (1883–1941), pražský německy píšící spisovatel, člen tzv. Pražského kruhu
- Semjon-Jevsej Biller (1931–2017), překladatel
- Rada Billerová (1930/1931–2019), ekonomická geografka a spisovatelka
- Mořic Bloch (1861–1934), novinář
- Ladislav Blum (1911–1994), operní pěvec a chazan Jeruzalémské synagogy
- Michal Bohin (1895–1956), lékař–bakteriolog a vězeň koncentračních táborů
- Bohumil Bondy (1832–1907), podnikatel a politik
- Filip Bondy (1830–1907), vrchní zemský rabín
- Leon Bondy (1860–1923), podnikatel a bankéř
- Hanuš Bonn (1913–1941), advokát a básník
- Alexandr Brandejs (1848–1901), podnikatel a mecenáš umění
- Jana Březinová (1940–2000), herečka

### D
- Zeno Dostál (1934–1996), spisovatel a režisér

### E
- Nathan Ehrenfeld (1843–1912), vrchní pražský rabín a teolog
- Alois Epstein (1849–1918), lékař–pediatr. Jeho synovec Berthold Epstein (1890–1962), rovněž pediatr byl pochován na nedalekém Vinohradském hřbitově

### F
- Vilém Flusser (1934–1996), filosof a polyglot, bratranec Davida Flussera profesora dějin na Hebrejské univerzitě (1917–2000)
- Heinrich Frank (1832/1833–1893), podnikatel a politik

### G
- Desider Galský (1921–1990), spisovatel a publicista
- František Goldscheider (1924–1991), novinář, scenárista
- Hermann Grab von Hermannswörth (1843–1900), podnikatel a průmyslník

### H
- Isidor Hirsch (1864–1940), pražský rabín, profesor Univerzity Karlovy
- Max Horb (1882–1907), malíř
- Juraj Herz (1934–2018), režisér

### K
- Saul Jicchak Kaempf (1818–1892), pražský rabín a profesor
- Franz Kafka (1883–1924), pražský německý spisovatel
- Eugen von Kahler (1882–1911), malíř
- Georges Kars/Jiří Karpeles (1880–1945), malíř
- Eliška Klimková-Deutschová (1906–1981), lékařka, profesorka neurologie
- František R. Kraus

### L
- Egon Lánský/Löwy (1934–2013), publicista a politik
- Arne Laurin (1889–1945), novinář a literát
- Salomon Hugo Lieben (1881–1942), spoluzakladatel Židovského muzea v Praze
- Arnošt Lustig

### M
- Heda Margoliová-Kovályová (1919–2010), spisovatelka a překladatelka
- Otto Gabriel Muneles (1894–1967), judaista a filolog

### O
- Jiří Ornest (1946–2017), herec, režisér a překladatel
- Ota Ornest (1913–2002), dramaturg, herec, režisér a překladatel
- Zdeněk Ornest / Ohrenstein (1929–1990), herec
- Jiří Orten (1919–1941), básník

### P
- Hugo Pavel/Popper (1924–2014), básník a spisovatel, bratr Oty Pavla
- Jiří Pavel (1956–2018), básník a prozaik, syn Oty Pavla
- Jiří Pavel (voják) (1926–2011), voják, bratr Oty Pavla
- Ota Pavel/Otto Popper (1930–1973), novinář a spisovatel
- Isidor Petschek (1860–1923), právník a podnikatel z rodu Petschků
- Julius Petschek (1856–1932), právník, bankéř a podnikatel z rodu Petschků
- Otto Petschek (1860–1923), právník, bankéř a podnikatel z rodu Petschků
- Jiří Robert Pick (1925–1983), spisovatel, textař a dramatik
- Julius Popper (1855–1912), právník a státní úředník
- Moses Popper (1833–1885), pražský lékař a hygienik
- Rudolfína Popperová-Epsteinová (1860–1923), polyglotka, soudní znalkyně, léčiteka a feministka
- Jaroslav Prager (1863–1902), lékař, kabaretní herec, zpěvák a písničkář
- Yvonne Přenosilová (1947–2023), zpěvačka a moderátorka

### R
- Lenka Reinerová (1916–2008), německy píšící spisovatelka, překladatelka a novinářka
- Inna Rottová (1935–2018), spisovatelka a překladatelka
- Ctibor Rybár (1920–2013), spisovatel a šéfredaktor Nakladatelství Olympia

### S
- Gustav Sicher též Binjamin Ze'ev ha-Levi Sicher, (1880–1960), pražský vrchní rabín, překladatel a spisovatel
- Ludvík Singer (1876–1931), sionistický aktivista a politik
- Petr Skoumal (1938–2014), hudebník, textař a skladatel
- August Stein, též Augustin Mojžíš Stein (1854–1937), právník, česko-židovský aktivista, spoluzakladatel Židovského muzea v Praze

### W
- Jindřich Waldes (1876–1941), podnikatel, zakladatel firmy Koh-i-noor Waldes
- Friedrich Wiener (1817–1887), politik a advokát
- Jiří Weiss (1912–2004), režisér a scenárista

### Z
- Alois Zucker (1842–1906), právník, profesor Univerzity Karlovy a politik

## Galerie

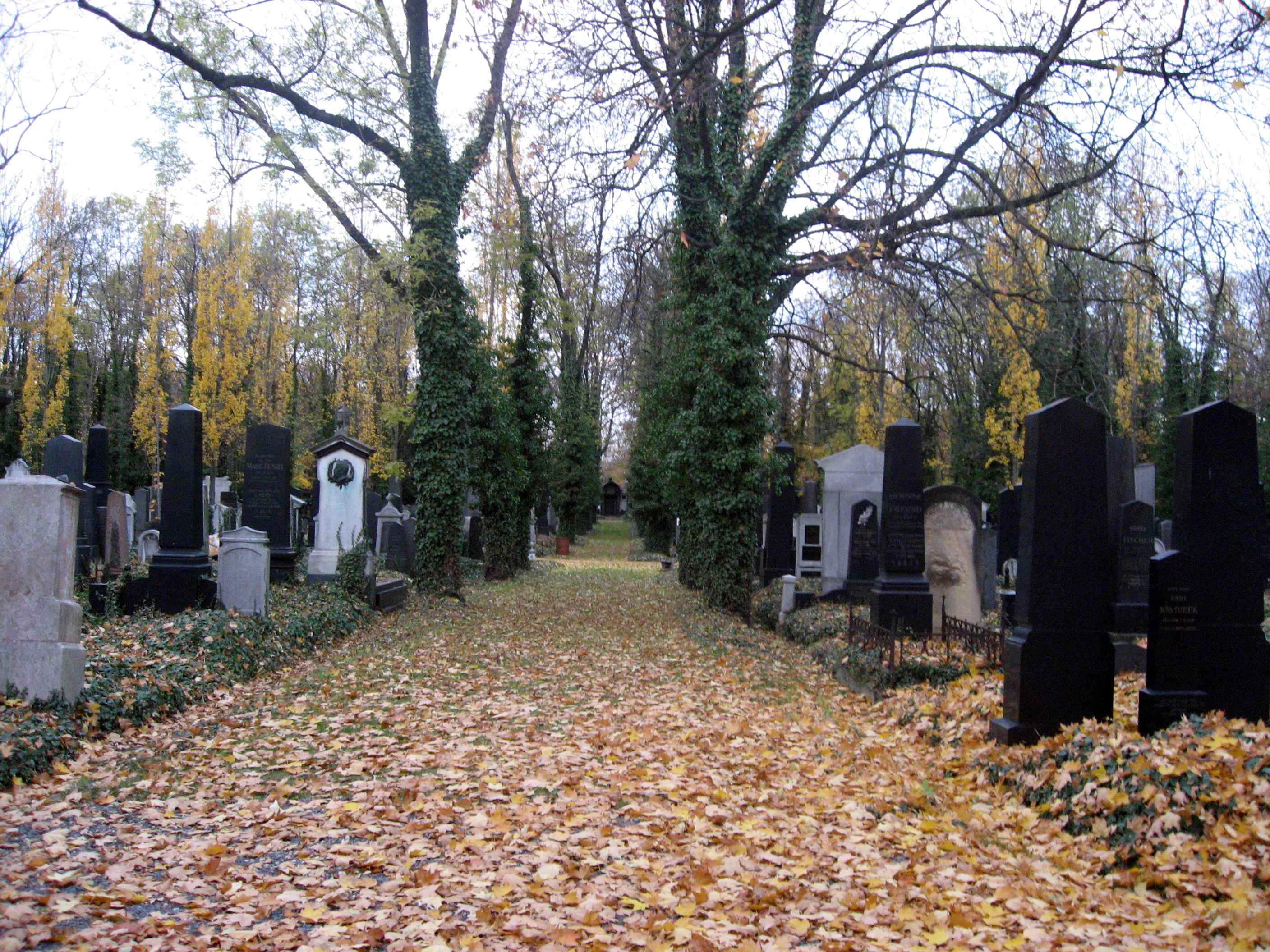
Nový židovský hřbitov
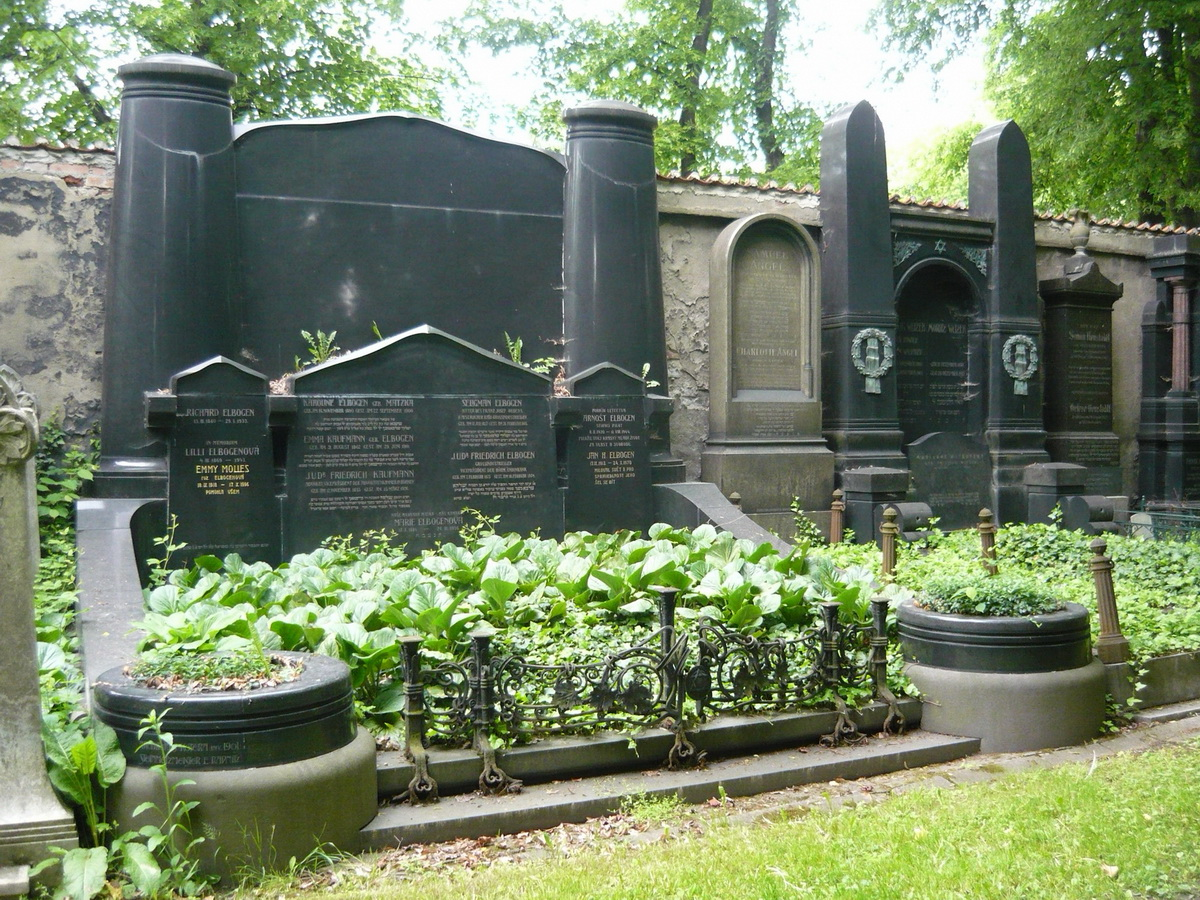
Jan Kotěra: hrobka rodiny Elbogenů, 1901 (hrob 35-0-26)
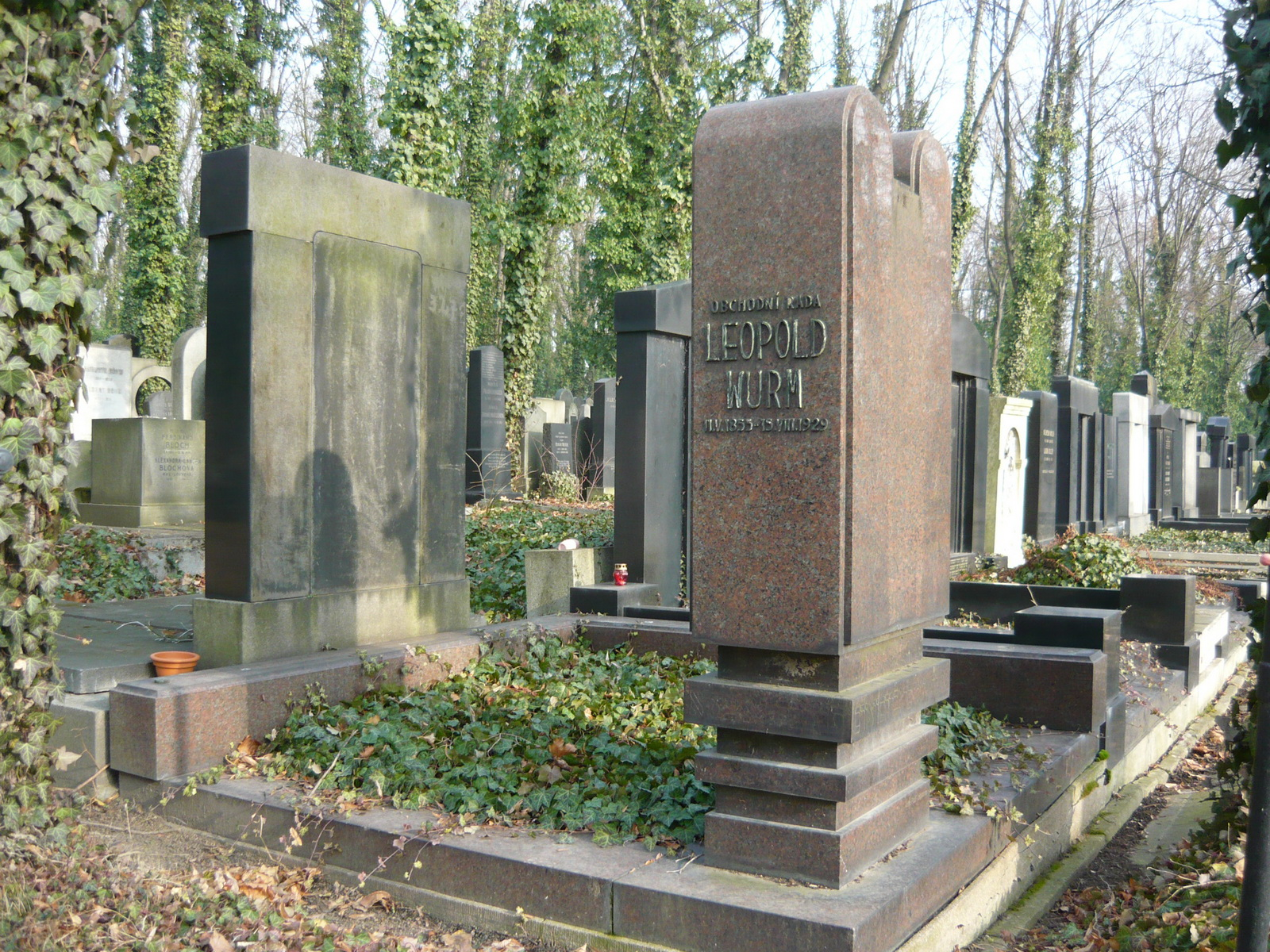
Fritz Lehmann: náhrobek Leopolda Wurma, před 1934 (hrob 29-14-1)
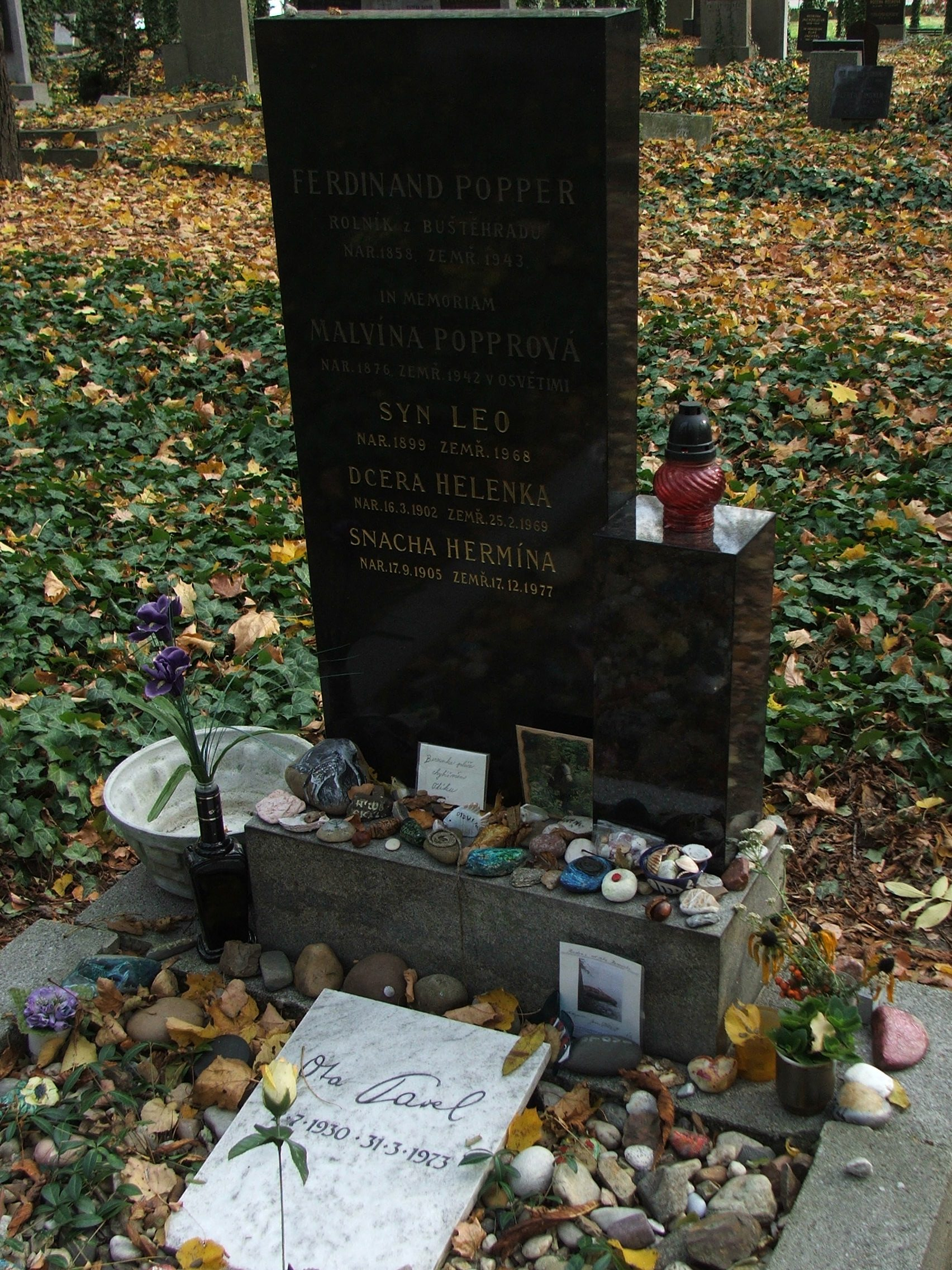
Hrob Oty Pavla
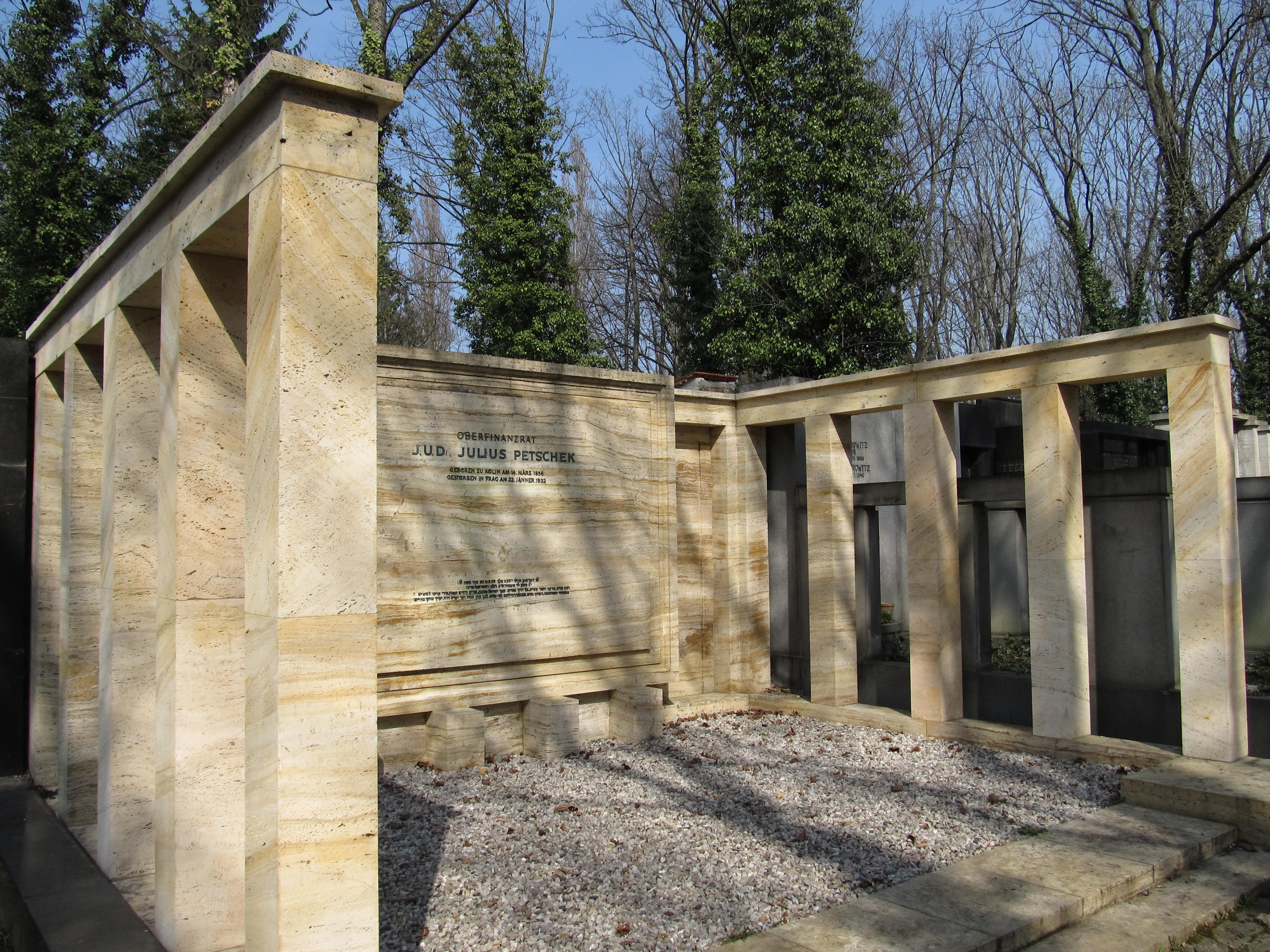
Hrobka Julia Petschka
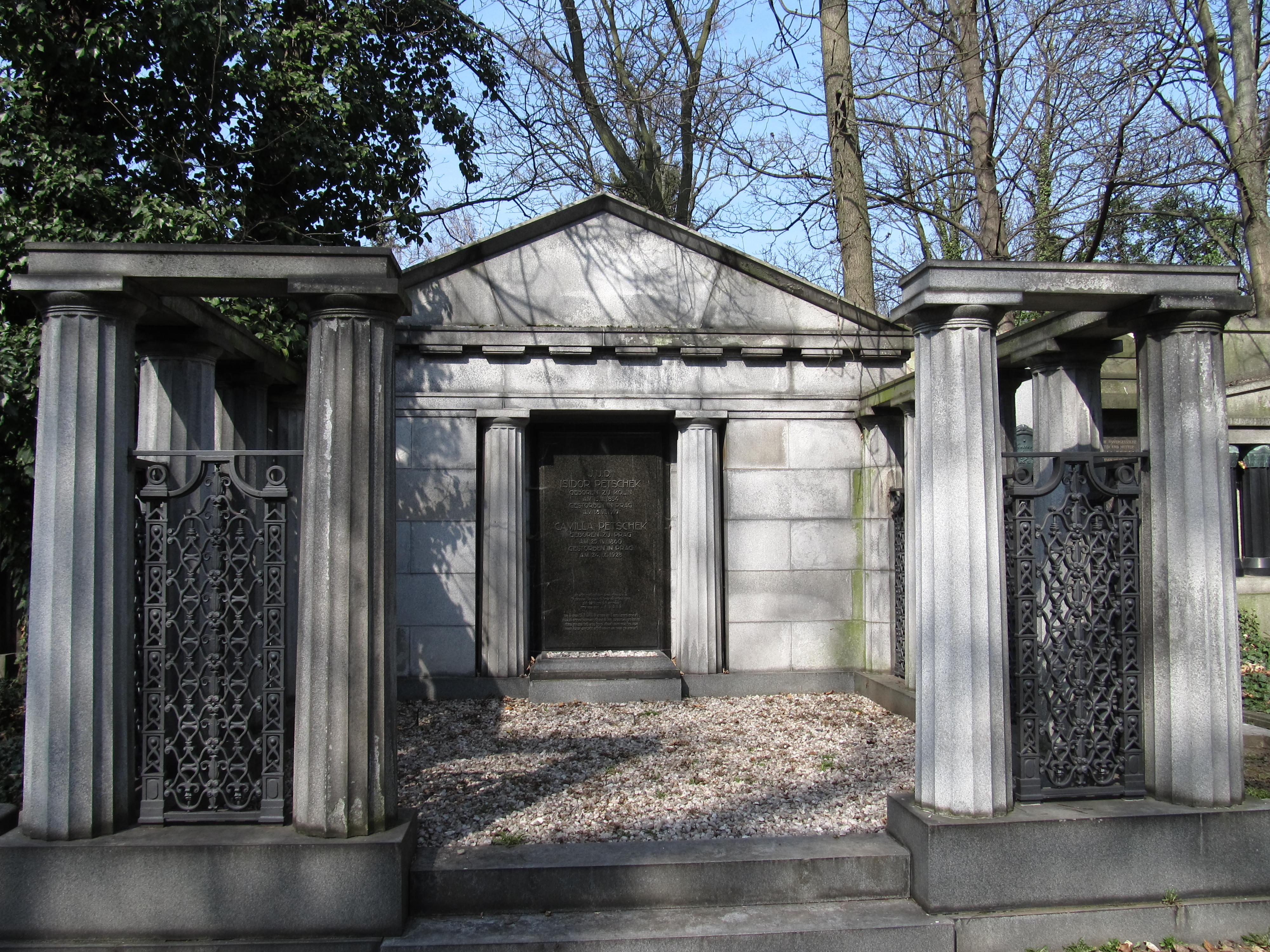
Hrobka Isidora Petschka
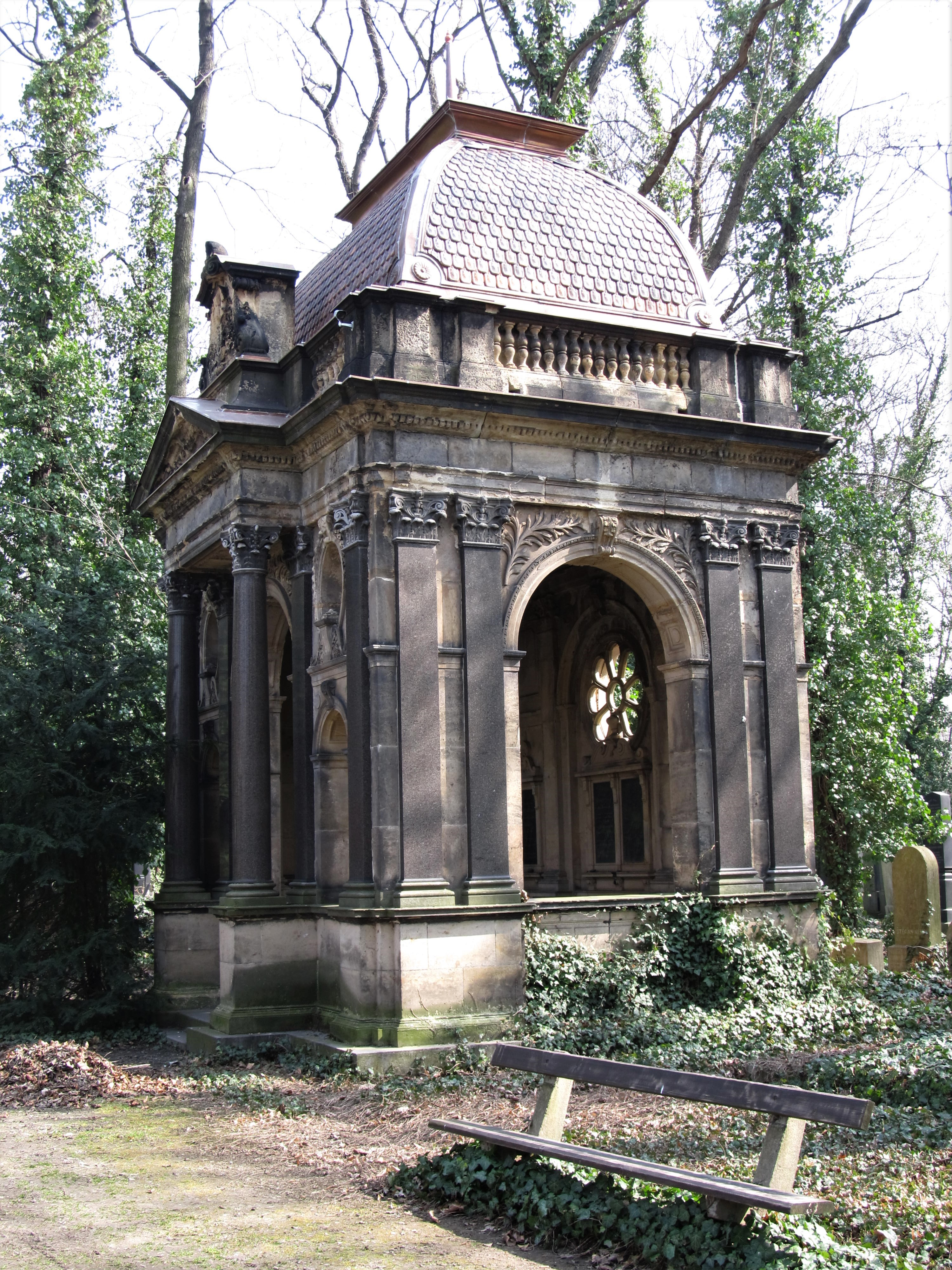
Hrobka rodiny Kubinzkých
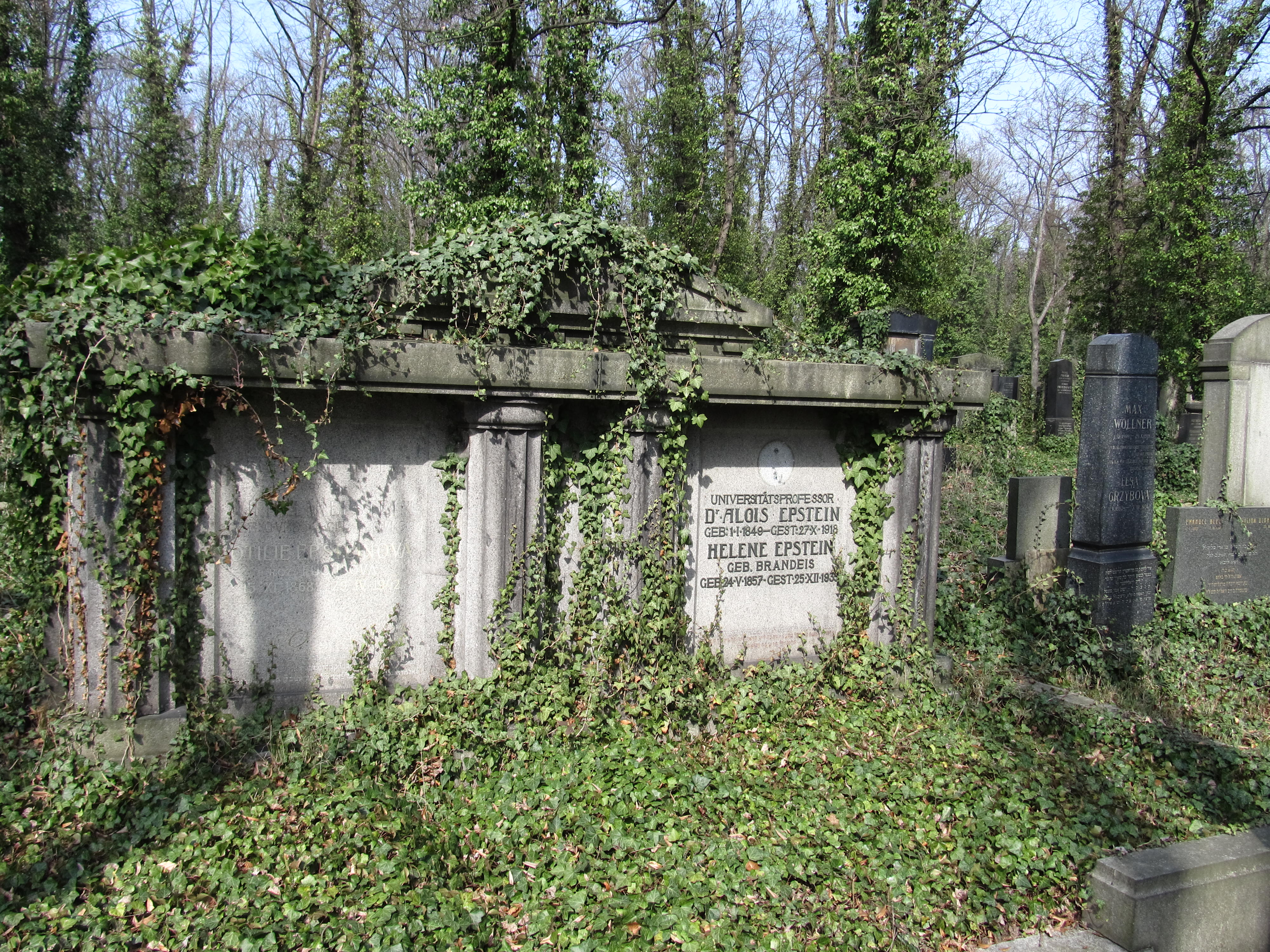
Hrobka profesora Aloise Epsteina
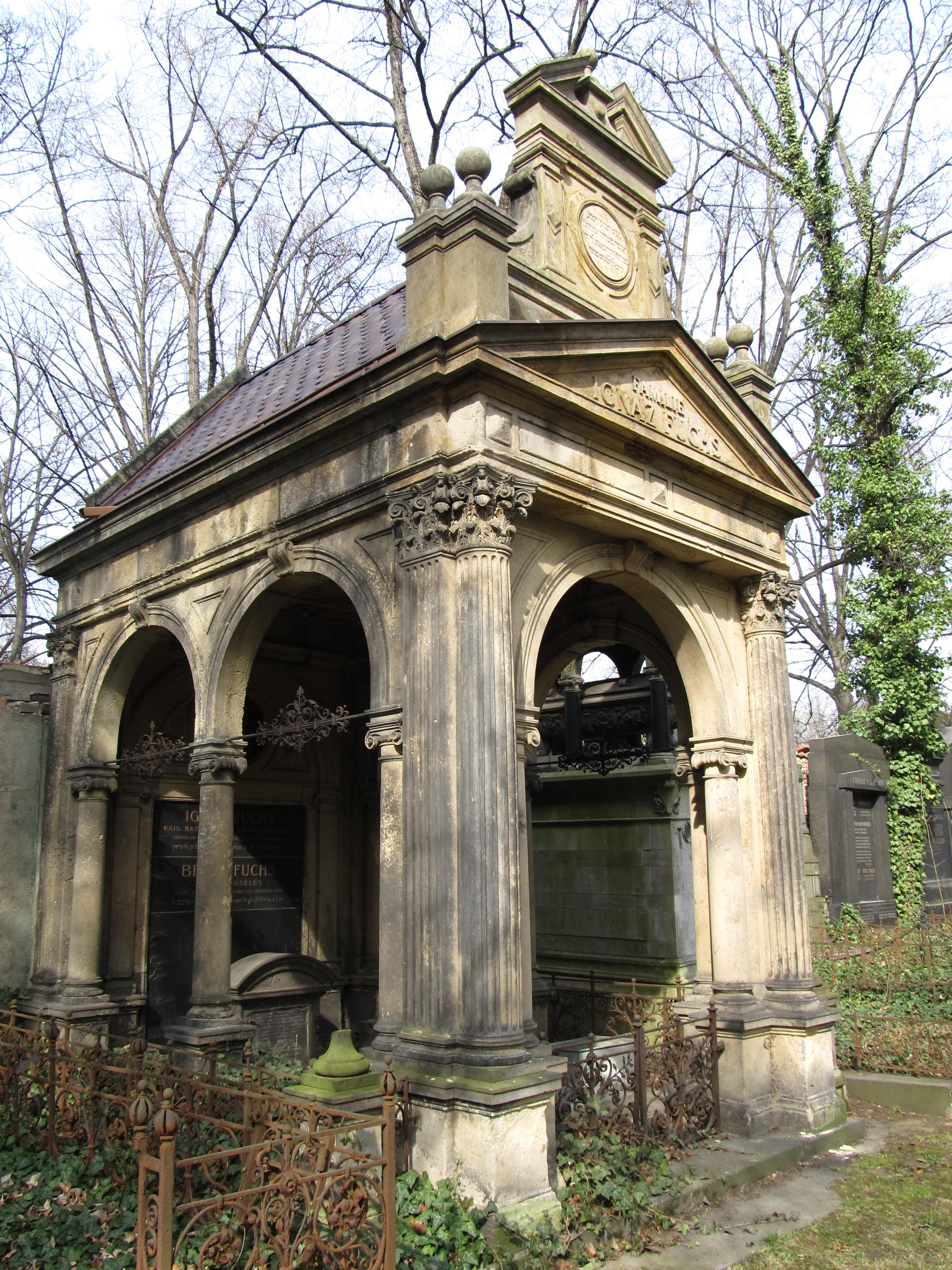
Hrobka rodiny průmyslníka Ignaze Fuchse
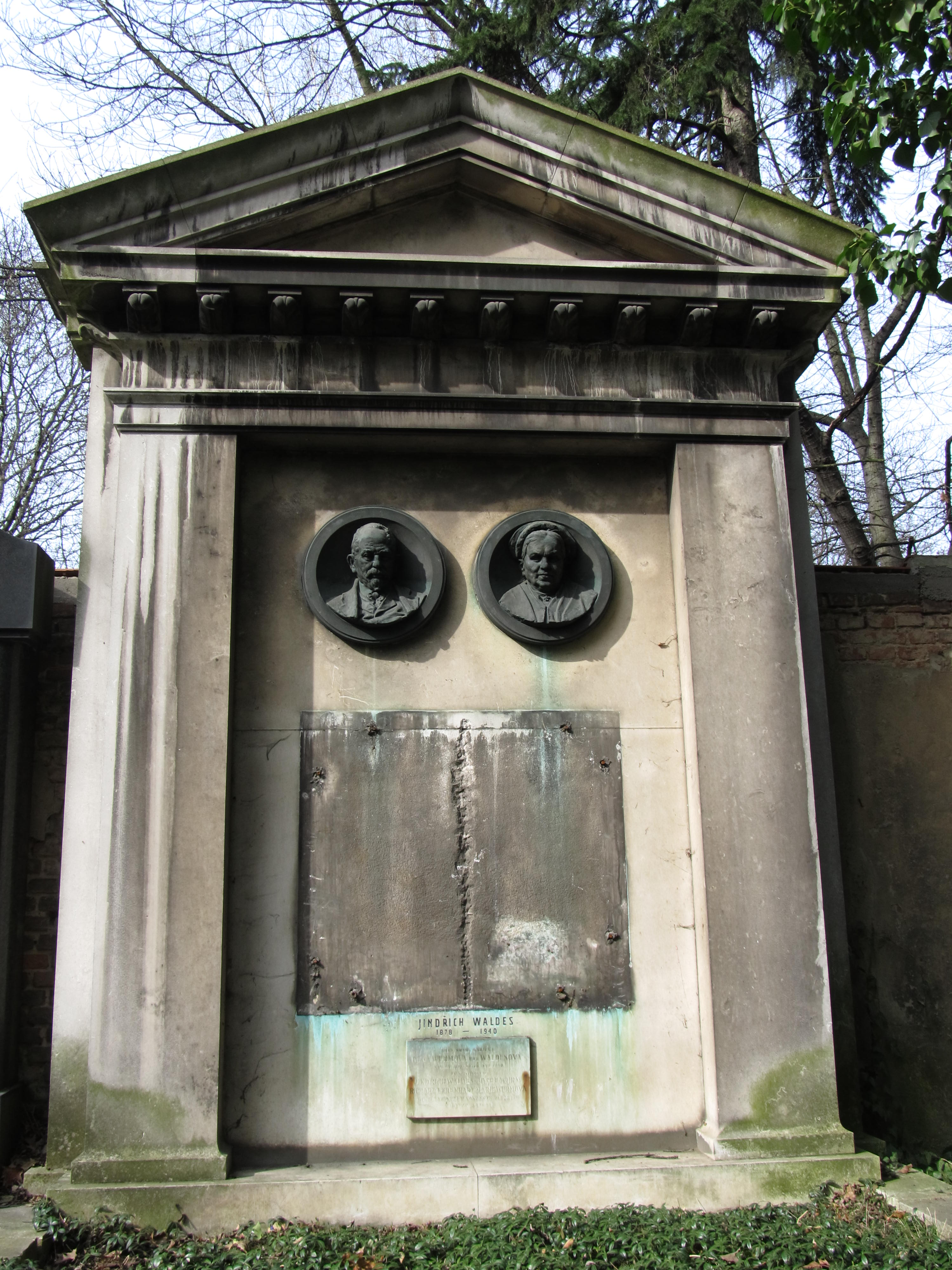
Hrobka Jindřicha Waldese
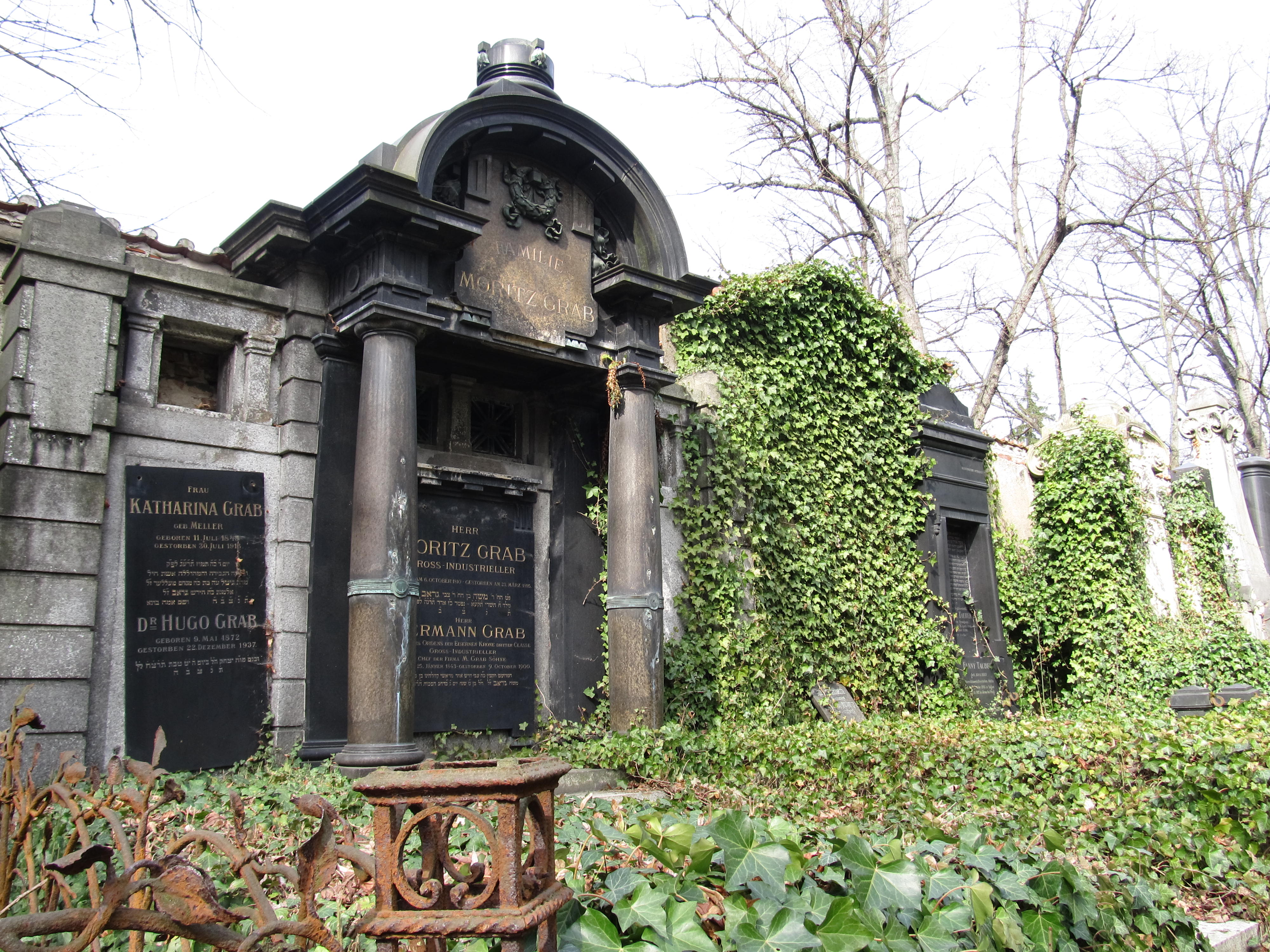
Hrobka rodiny průmyslníka Moritze Graba
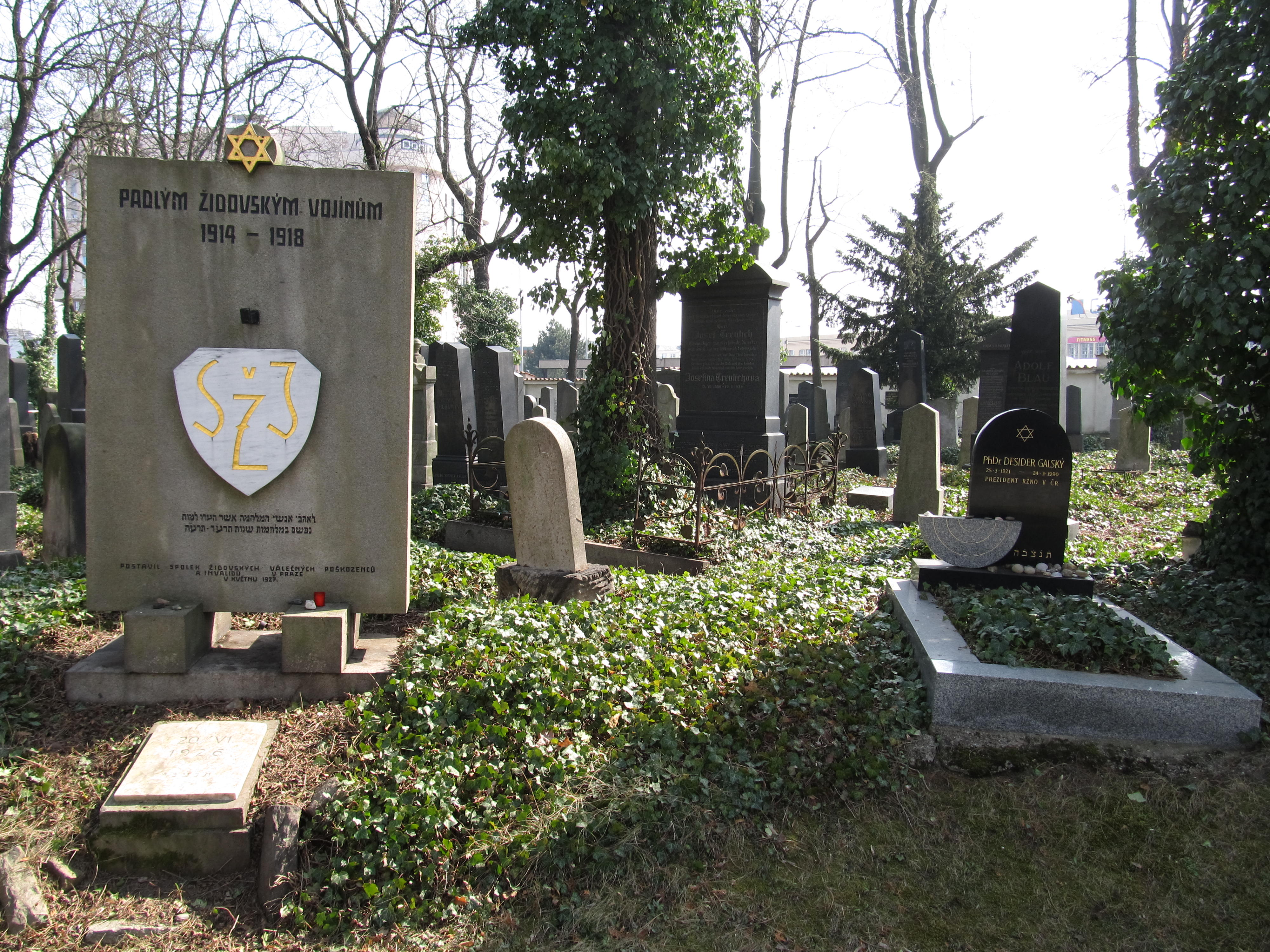
Pomník židovských vojáků padlých v první světové válce, vpravo hrob spisovatele Desidera Galského
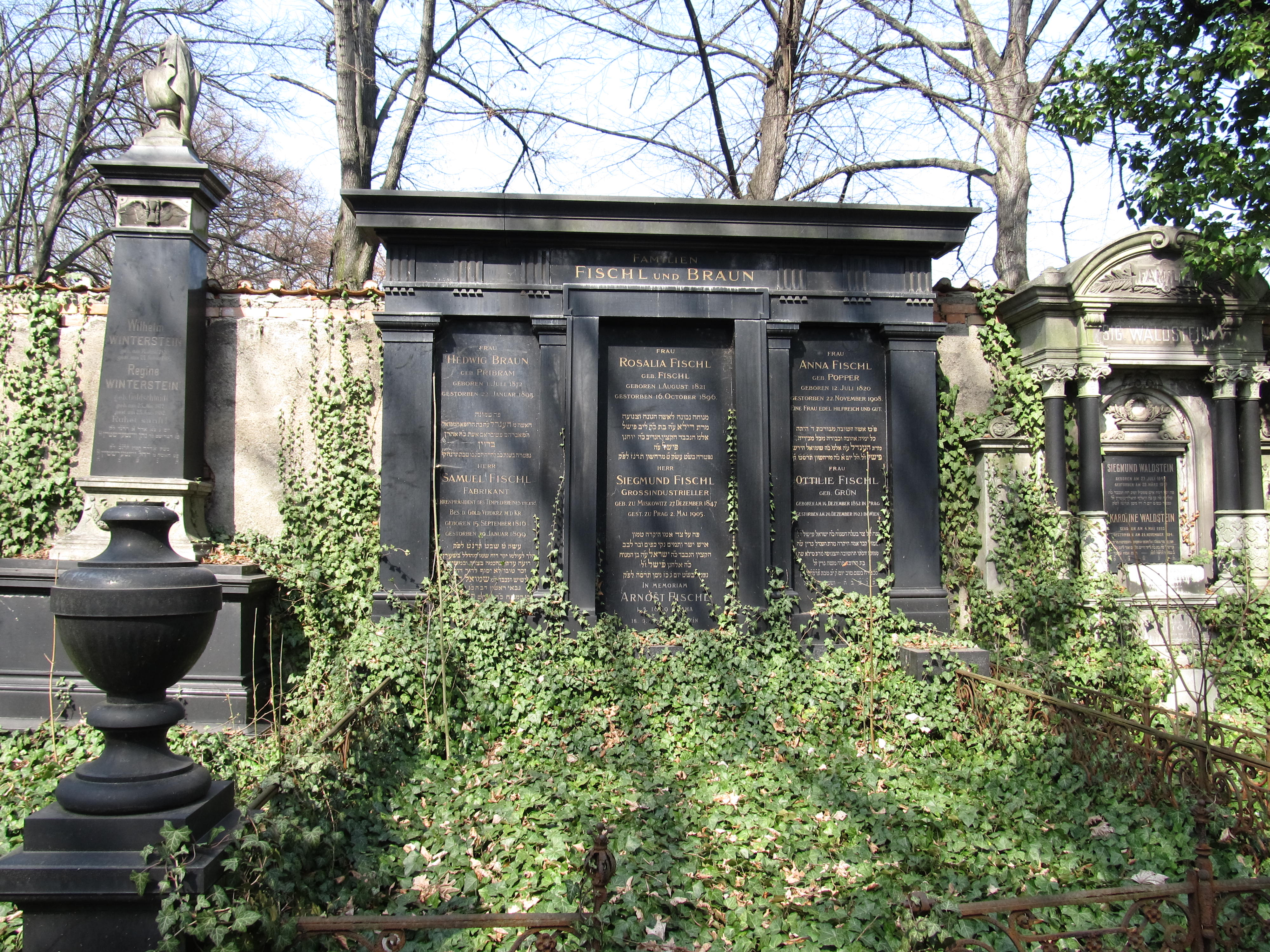
Hrobka rodiny průmyslníka Siegmunda Fischla
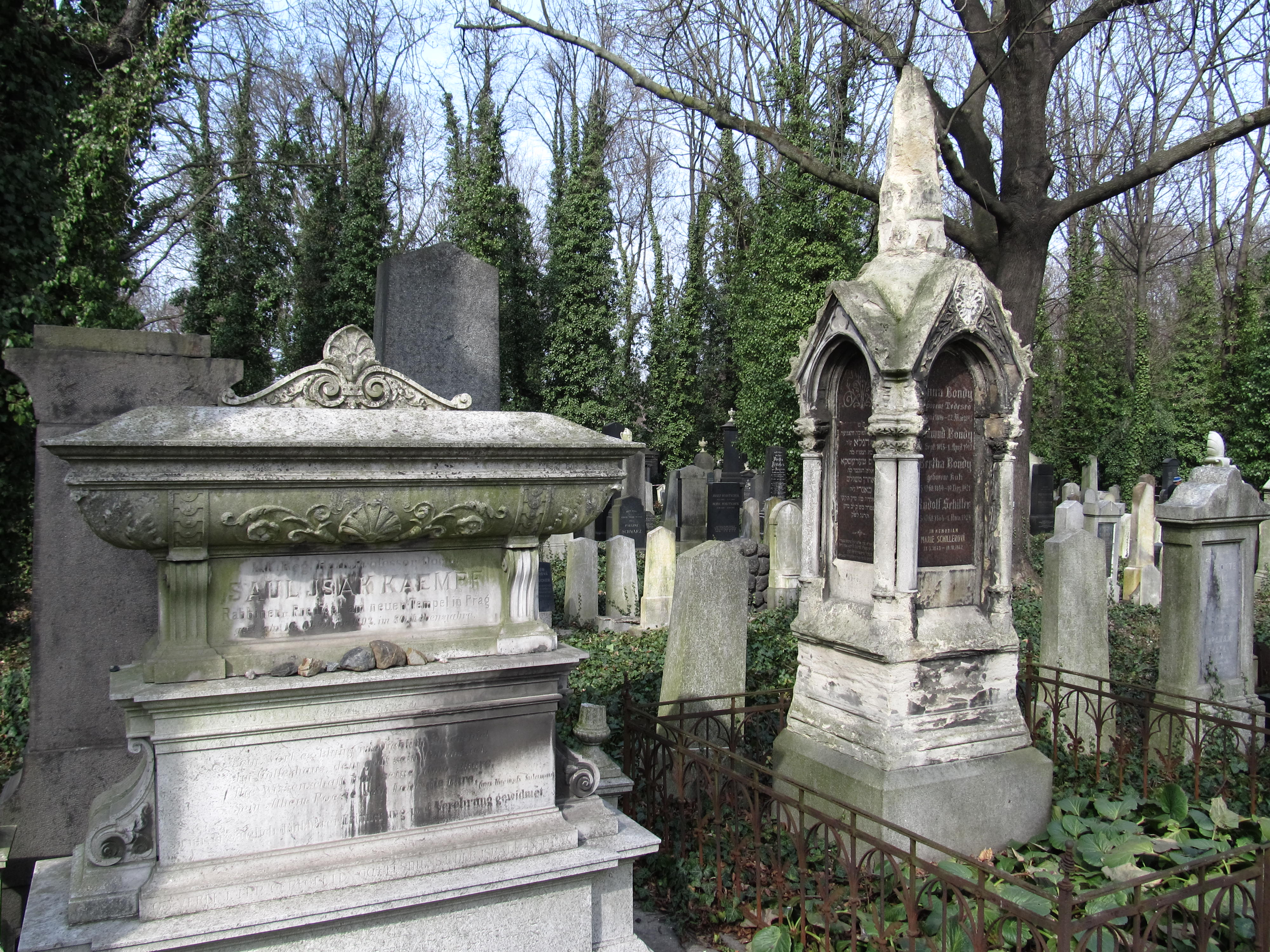
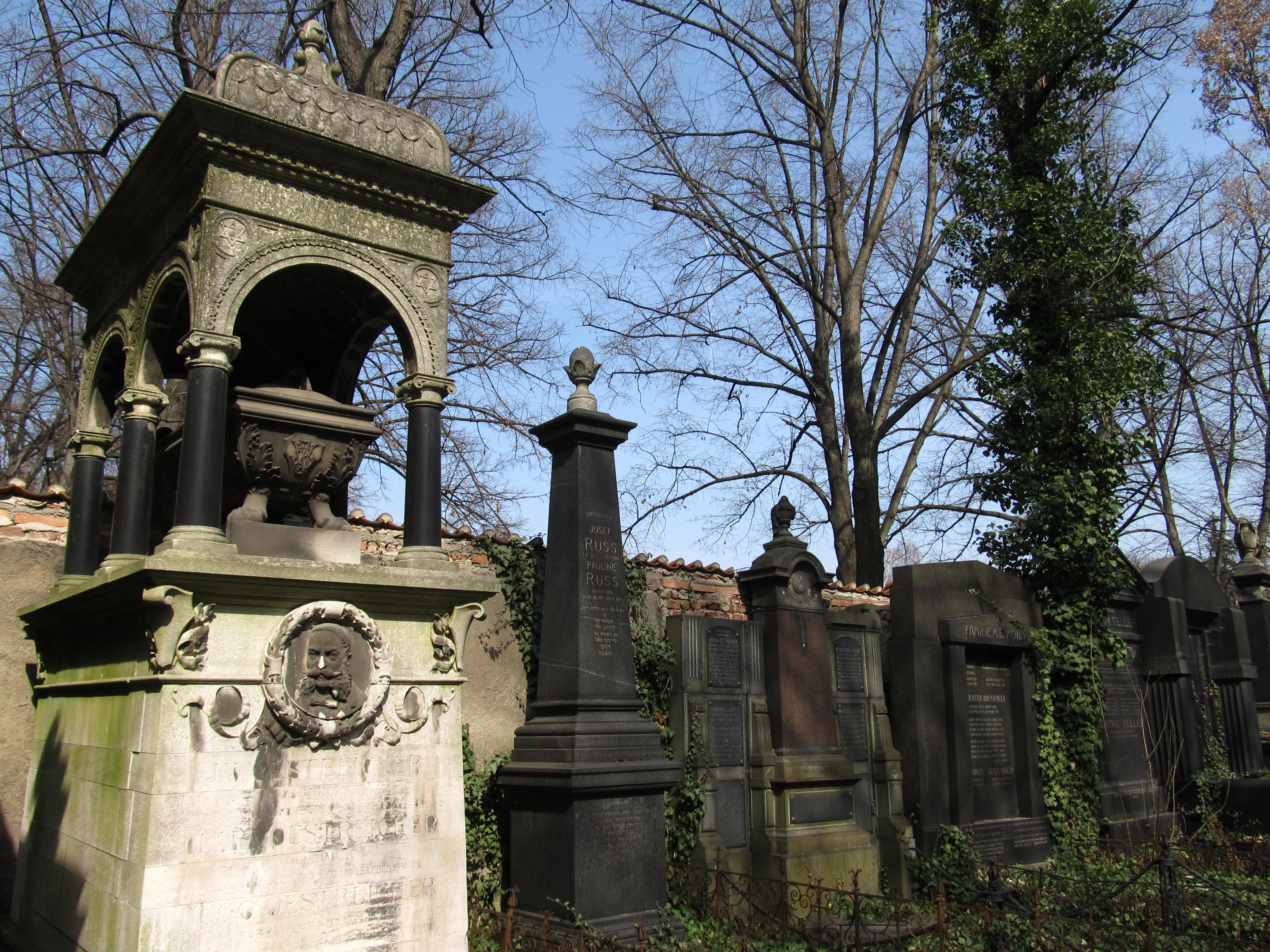
Hrobka rodiny Oestreicherů